# 塔西佗

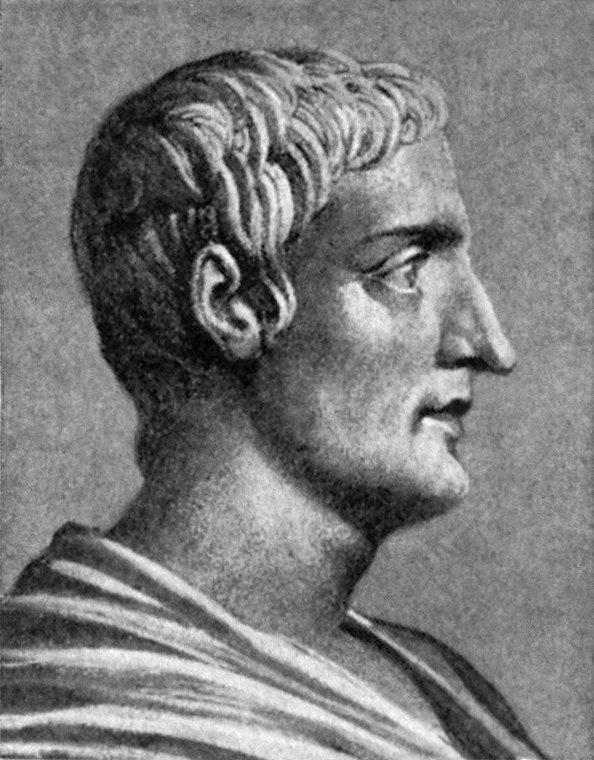
塔西佗

普布利乌斯·科尔奈利乌斯·塔西佗（或，也译作塔吉突士，55年？—117年？），罗马帝国执政官、雄辩家、元老院元老，也是著名的历史学家與文體家，他的最主要的著作有《歷史》和《編年史》等等，从14年奥古斯都去世、提比略继位，一直写到96年图密善逝世（現存有殘缺）。

## 生平
塔西佗的作品中包含了大量他生活时代的材料和資訊，但很少有他个人生活的记载，甚至他的名字都不清楚，可能叫普布利乌斯也可能叫盖伊乌斯，对他生平的了解只是从他作品中偶尔透露的少量信息、他的朋友的书信以及小普林尼对他的赞誉、和一些碑文中整理出来的。
塔西佗生于56年或57年，出生于外省一个罗马骑士家庭，可能是意大利北部或西班牙，在有些信件中他的名字叫斯道尼乌斯·阿波利纳里斯，另一些作品中叫盖伊乌斯，但在他主要的作品中都叫作普布利乌斯。（还有的学者认为他叫撒克斯佗斯，但没有得到广泛的认可）。
从他在政界被提升的经历看，他的家族可能属于索尔奈利乌斯家族的旁支，但所有索尔奈利乌斯家族的人都没有姓塔西佗的，古老的家族在罗马共和国的争战中基本都被消灭了，塔西佗认为自己的家族属于和弗拉维王朝的皇帝们同一血统，他的家族是否为自由人的后代还很成问题，因为许多罗马元老和骑士都并不是自由人的后代。
他的父亲可能是索尔奈利乌斯·塔西佗，这位塔西佗曾经是日耳曼尼亚的地方官，他的一个儿子曾经被老普林尼引用作为生长和成熟迅速，过早死亡的畸形的例子。这个儿子当然不会是历史学家塔西佗，但塔西佗很可能是他的兄弟或侄子。由于塔西佗和小普林尼之间的友谊，说明这两个家族可能地位比较相当，都是外省比较富裕的家庭。

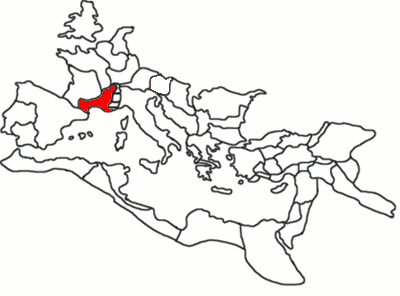
纳尔榜南西斯省位置

塔西佗家族的具体来源不太清楚，塔西佗和来自高卢西南的纳尔榜南西斯省的执政官格奈乌斯尤利乌斯·阿格里科拉的女儿结婚，这意味着他的家族可能也是来自纳尔榜南西斯省。塔西佗的作品《对话集》是注明“献给法比乌斯·尤斯佗斯”的，而法比乌斯·尤斯佗斯是来自西班牙的，这意味着塔西佗可能和西班牙也有关系。他和来自意大利北部普林尼家族的密切关系，说明他也有来自意大利北部的可能。所有这些信息都并不能确切说明塔西佗的出生地。没有明显的证据说明普林尼家族的朋友们熟悉塔西佗，普林尼的书信中也没有任何说明他们来自同一省的蛛丝马迹。但有一封信明确地说有人问塔西佗是意大利人还是外省人，还同时问他是塔西佗还是普林尼，但回答是含混的，既然普林尼是意大利人，塔西佗很可能是外省人，非常可能是纳尔榜南西斯省人。
塔西佗善于雄辩，并且同情对抗罗马法律的蛮族人，再加上他的出生地，也很有可能塔西佗是凯尔特人的后代，凯尔特人在罗马人到来之前一直占据着高卢，并以善于雄辩而闻名。
塔西佗年轻时为了将来从事政治或法律事业，曾在罗马学习修辞学，和普林尼一样可能是师从著名的修辞学家昆体良。在77年或78年，他和朱利娅·阿格里科拉结婚，他的家庭生活没有什麽记载，只是可能他喜好游猎和户外活动。他从事政治生涯可能是在弗莱维尼斯王朝第一个皇帝维斯帕先时代开始，成为元老；到了提图斯皇帝时代大约在81年或82年他成为财政官；此后在政界他一路顺风，公元88年成为行政长官，同时是一个负责预言书和世俗运动会的类似教士团组织的成员。他已经成为一个出名的律师和雄辩家，有趣的是他的公开演说才能和他的姓很不相称，“塔西佗”在拉丁语中的意思是“静默”。
从大约89年到93年，他在外省工作，也许是指挥一个罗马军团，也许是从事地方行政工作，不过这些年的工作很令他反感，并使他产生强烈的反对独裁暴君的情绪，这些情绪一直贯穿在他的著作中。在公元97年，皇帝涅爾瓦在位期间，他被选为执政官。在此期间，由于他在拒绝担任皇帝的前日耳曼总督维基尼乌斯·鲁富斯的葬礼上发表的演说，他作为演说家的声望达到了顶峰。
第二年，他写作了《阿格里科拉传》和《日耳曼尼亚志》，后来他就从政坛中消失了一段时间，直到公元100年，皇帝图拉真在位期间，他和小普林尼一起揭发非洲总督马里乌斯·普里斯库斯腐化，普里斯库斯被证实有罪，几天后普林尼写到塔西佗“运用了他全部的雄辩才能”。
在后来他脱离政坛的一段时间内，他写了最重要的两部作品：《历史》和《编年史》。根据在土耳其发现的碑文记载，112年或113年，他担任了罗马帝国亚细亚省总督。《编年史》中记载116年他的生命“到此结束”，但可能他到125年才去世。他是否有孩子是一个未知数。《奥古斯都历史》记载后来275年在位的罗马皇帝塔西佗是他的后代，但《奥古斯都历史》一书中有许多虚假的地方，因此可能不是真的。

## 著作

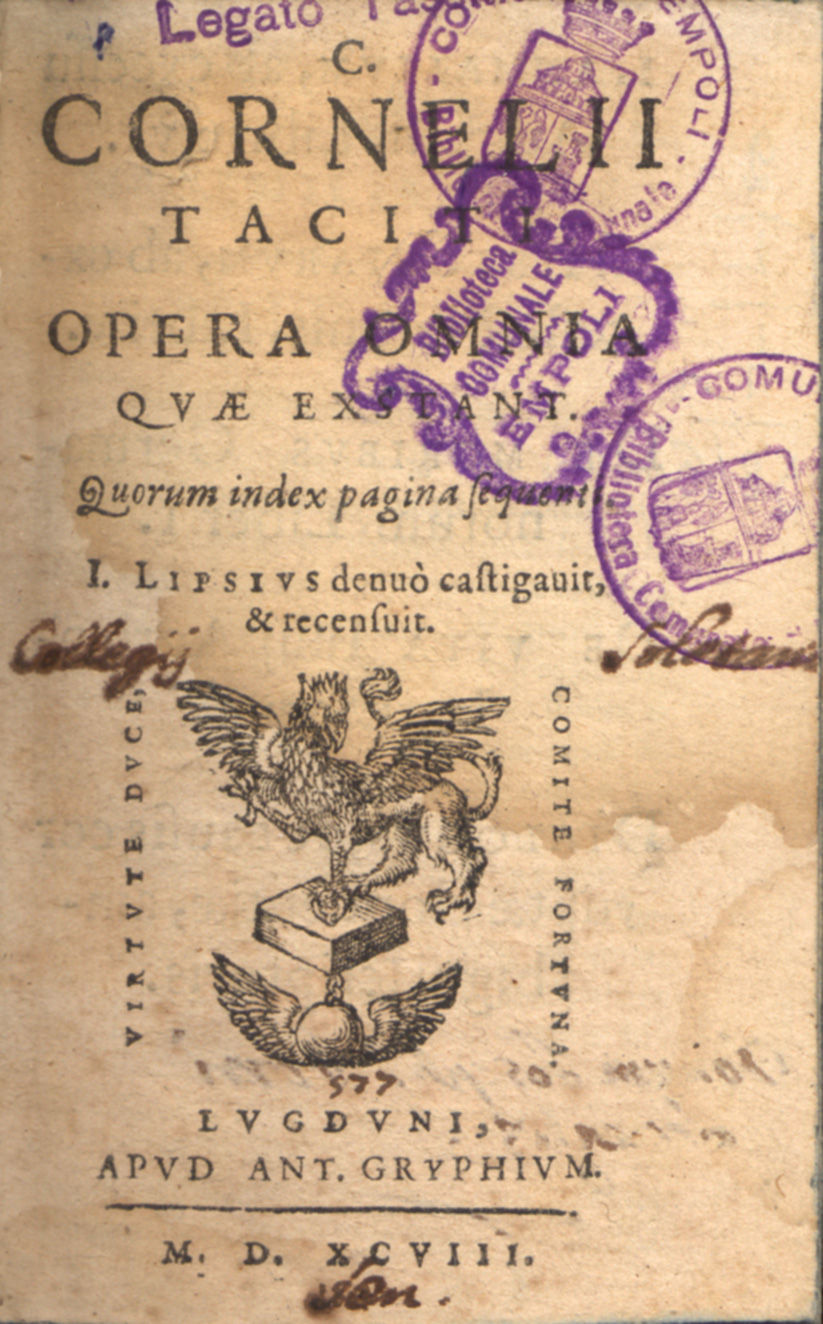
利普修斯编订的塔西佗全集封面，于1598年在意大利出版

目前塔西佗只有5部作品的大部分片段存留下来，成书年代只是估计：
- 《阿格里科拉传》（De vita Iulii Agricolae）
- 《日耳曼尼亚志》（De origine et situ Germanorum）
- 《对话集（英语：Dialogus de oratoribus）》
- 《历史》（Historiae）
- 《编年史》（Ab excessu divi Augusti）

《历史》只留存下五卷，第五卷只保留下26章，全书可能有12卷或14卷。保留下来的部分从公元69年选举皇帝加尔巴去世开始，到70年，第五部有一部分写到犹太人起义，是当时罗马人如何看待犹太人的非常有价值的历史记录。这部书可能应该写到96年9月18日弗莱维尼斯王朝结束。
《编年史》是塔西佗最后的作品，从14年奥古斯都去世写起，可能应该到68年6月尼禄去世，和《历史》衔接上，应该有16卷，但目前第7到第10卷已经不存在，第5、6、11、16各卷也有缺失。第16卷只保存到66年，后半卷缺失。奥古斯都以前的历史是否塔西佗另有专著也不得而知。
《日耳曼尼亚志》是一部人种学的著作，描述了罗马帝国以外的日耳曼民族的情况，开始27章他们一般的法律、风俗、地理情况，接下来从最接近罗马帝国的部落起，分部落介绍到波罗的海沿岸。他特别描述了日耳曼部落的淳朴道德和原始的陋习。
《阿格里科拉传》（又译作《阿古利可拉传》）写的是他岳父的一生，由于阿格里科拉曾担任过不列颠总督，这部书中用了一定的篇幅介绍了古代不列颠民族。和《日耳曼尼亚志》中的一样，他利用这些原始人的淳朴反衬罗马人的贪婪和腐化，雄辩地反对罗马的贪得无厌。
《对话集》究竟是什麽时候写的并不太清楚，可能是在《阿格里科拉传》和《日耳曼尼亚志》以后，而且一直是和上两部书装订在一起的，但这部书是否是塔西佗写的还有一定的疑问，和塔西佗其他的书风格不太一致。这部书是“献给法比乌斯·尤斯佗斯”的，由此可以推算出出版日期，但无法确定写作日期。

## 风格
塔西佗跟風格迥異的西塞羅一樣，被推為古羅馬的偉大文體家。塔西佗的写作充分发挥了拉丁文生动、有力、富有节奏感的特色，文笔尖锐有力，叙事有声有色，竭力避免平淡。他在文章中非常关注元老院和皇帝之间的权力平衡，充满了对没有成功统治的上层阶级腐化和实行暴政的逸闻。明显同情军队，用大量篇幅详细描述了军队在抵御外敌和扶持皇帝中的重要作用。
塔西佗的写作风格和以前的拉丁文作者也不一样，注重描写人物的心理，而忽略对事件的大场景描写。塔西佗是罗马时代第一位也是最出名的历史学家，后来许多历史学家都是依照他的风格进行写作。他的历史著作虽然是后来历史学家最重视、最为可信的依据，但在他的著作中也有一些明显的错误，不過只看他写關於自己生活時代的部分，可能最为真实。

### 對羅馬皇帝的批判
塔西佗的文筆冷靜且精確描述史實，但他的作品仍有明顯的反帝制傾向，在《編年史》中，自奧古斯都以降的羅馬皇帝似乎是品德最惡劣人類的集合——臺伯留殘酷、卡利古拉荒淫、克勞狄烏斯愚蠢懦弱、尼祿暴虐無道、維斯帕先貪婪吝嗇，其子提圖斯（第度）則是粗鄙；對於曾親歷的圖密善時代，塔西佗更是給與徹底的惡評，認為其施政除了昏庸與殘暴外什麼都不剩。
由於由塔西佗以及其他羅馬帝國時代史學家所記錄的部分羅馬皇帝差勁的表現及批判既屬實且駭人（如臺伯留晚年的隱居與恐怖統治、尼祿和圖密善死後馬上被元老院判為記錄抹消者），西方史學有近兩千年的時間將塔西佗的記錄視為公元一世紀羅馬帝國的真相，但自愛德華·吉本《羅馬帝國衰亡史》開啟現代化的研究羅馬史的道路後，塔西佗的觀點開始受到挑戰，尤其是19、20世紀以降，羅馬考古學及歷史研究的科際整合發達，所得的考古與研究發現開始與塔西佗觀點頗多迥異之處。
塔西佗的身分多少影響了他對公元一世紀羅馬皇帝評價的全面性：塔西佗身為元老院議員，且在長期生活中接受了羅馬城公民的觀念，政治分析與判斷的眼光自然偏向這兩個群體，但這排除了佔羅馬帝國人口絕大多數的屬省居民的觀感，而除了少數例外（卡利古拉與69－70年內戰時的三位短命僭帝），歷任皇帝普遍將經營屬省視為主要責任且多有建樹，用此觀點來評斷皇帝對帝國的貢獻只能得到不完整的評價。
且元老院與羅馬城公民對皇帝的評價方式有時並不理性，如元老院階級會將對自身特權的剝奪（雖然有時確為不當）誇大解釋國體、國家的危機；古代羅馬城居民的教育水準普遍粗鄙，因此對皇帝的評價常是取決於皇帝的公關表現（如尼祿提倡希臘文藝取代大競技場娛樂就成為他失去羅馬公民支持的關鍵）、對特定人物的愚忠、甚至單純的物慾和情緒（臺伯留受惡評的原因之一即在於他任內不贊助角鬥士表演與不曾向公民發放皇帝賞金）主導。這樣的結果就是，採用「首都觀點」與「元老院觀點」的塔西佗，雖然能真實公正的記錄了元老院與羅馬城公民對皇帝的評價，對皇帝治世的總體評價卻並不一定公允。
塔西佗本身的政治經歷與政治觀也決定了他筆下皇帝的形貌，塔西佗擔任政務官的經驗有限（只擔任過相對平穩的元老院行省總督職位，軍團指揮權也僅限於法定意義），這很可能讓他在政治、戰略學術領域不發達的當時，無法對皇帝的某些重要決策作出公允解讀，甚至淪落到使用非理性的市民觀點批判（如認為臺伯留對日耳曼防線的收縮僅是為了打壓潛在政敵日耳曼尼可斯，卻忽略此舉的戰略正確性與當時日耳曼兵團已因退休金問題出現不穩的現實；對圖密善的達其亞戰爭失利大加躂伐，卻不談他記取教訓組建有效運作近百年的日耳曼長城的貢獻）。
同時塔西佗的政治立場傾向復古的共和主義，他對帝制之弊的厭惡使其作品隱含有「藉歷任皇帝的惡行與失敗例子證明帝制錯誤」的目的，從而使他或多或少加重了對皇帝們批評的力度——然而，塔西佗自己也承認，帝制是當時統治羅馬帝國最有效的体制。